# Яворє (Гореня вас-Поляне)
Яворє (словен. Javorje) — поселення в общині Гореня вас-Поляне, Горенський регіон, Словенія. Висота над рівнем моря: 721,3 м.